# Johan van Heerden
Johan van Heerden (ur. 1975) – południowoafrykański strongman.

## Życiorys
Johan van Heerden wziął udział w Mistrzostwach Świata Strongman 2001, jednak nie zakwalifikował się do finału.
Wymiary:
- wzrost 188 cm
- waga 130 kg

## Osiągnięcia strongman
- 2001
  - 8. miejsce – Drużynowe Mistrzostwa Świata Par Strongman 2001
- 2002
  - 4. miejsce – Drużynowe Mistrzostwa Świata Par Strongman 2002